# 10459 Vladichaika
10459 Vladichaika è un asteroide della fascia principale. Scoperto nel 1978, presenta un'orbita caratterizzata da un semiasse maggiore pari a 2,3921085 UA e da un'eccentricità di 0,2128224, inclinata di 5,76260° rispetto all'eclittica.